# Hydrelia vexata
Hydrelia vexata är en fjärilsart som beskrevs av Walker 1869. Hydrelia vexata ingår i släktet Hydrelia och familjen mätare. Inga underarter finns listade i Catalogue of Life.